# Кравчишин Іван Степанович
Іва́н Степа́нович Кравчи́шин псевдонім Vanya Ivan (6 серпня 1964, Україна, Снятин) — український кінорежисер, сценарист та продюсер.

## Життєпис
Народився у містечкові Снятин, що на Івано-Франківщині.
Першу освіту отримав у КТНХП, тепер це Косівський інститут прикладного декоративного мистецтва.
Другу освіту отримав у Київському Інституті Театрального Мистецтва.
Його художній фільм «Stop Revolution» брав участь у конкурсних програмах міжнародних кінофестивалів у Карлових Варах, Котбусі, Бергені та інших. Документальний фільм «В пошуках ковчега» отримав головний приз «Золотий кедр» на міжнародному кінофестивалі в Бейруті.
До цього зняв близько 70 документальних телевізійних фільмів на соціальну тематику, в рамках соціального проекту «Закрита Зона», один з яких під назвою «ДУСя. Державне управління справами» брав участь у конкурсній програмі PRIX EUROPA (БЕРЛІН, 2004).
Удостоєний щорічної премії «Телетріумф» 2004 року та визнаний найкращим режисером року.

## Фільмографія
Повнометражні фільми
- 2025 «Троє» (фільм здали Держкіно у 2018 році;[2][3][4] вперше фільм було представлено у Старокостянтинові на закритому показі у вересні 2020 року[5][6]; у обмежений український прокат стрічка має вийти після карантину COVID-19[7]), режисер, сценарист, продюсер
- 2015 «Політ золотої мушки», режисер, сценарист, продюсер
- 2006 «Прорвемось», режисер, сценарист, продюсер

Документальні фільми
- 2010 «В пошуках ковчега», сценарій, режисер.
- 2008—2009 Цикл документальних фільмів «Молода гвардія», «Корольов», «1377», «Чорна піхота» для телеканалу Інтер, сценарій, режисер.
- 2002—2004 Цикл документальних фільмів«Закрита Зона» для ?, режисер.
- 1994—1995 Цикл документальних фільмів «Ґердан», «Покинута кав'ярня» для ММЦ «INTERNEWS», сценарій, режисер.

Телебачення
- 1998 Програма «Бомба» для Студії 1+1, режисер.
- 1995—1998 Програма «Післямова» для ?, режисер.